# Solaris Urbino
Solaris Urbino är en serie bussar med lågt golv och lågentré tillverkade i Poznań av den polska busstillverkaren Solaris Bus & Coach (f.d. polska Neoplan) sedan 1999.
Utbudet sträcker sig från korta bussar i längden 8,9 meter till boggibussar med 15 meters längd och ledbussar med 18 eller 18,75 meters längd.
Solaris Urbino-serien finns endast som vänsterstyrda högertrafiksbussar och säljs endast i Europa. De ersatte de polsktillverkade bussarna i Neoplan N40-serien och var polska Neoplans första egna serie bussar som inte tillverkades på licens.
Motorerna är monterade på längden stående eller liggande längst bak i det bakre överhänget. Dessa tillverkas av externa tillverkare precis som de gjorde hos föregångaren i Neoplan N40-serien och sträcker sig från vanliga förbränningsmotorer med diesel/biodiesel och bio-/naturgasdrift till elektriska motorer och bränsleceller.
En utmärkande detalj i designen på Solaris Urbino-seriens bussar är den asymmetriska fronten som sluttar nedåt mot bussarnas högra sida.

## I svensk linjetrafik
I Sverige har olika operatörer hittills endast köpt in olika typer av Solaris Urbino eller Trollino när de har köpt in bussar av Solaris. Olika varianter av Solaris Urbino har i Sverige varit som allra vanligast i Region Västmanland där de länge utgort majoriteten av bussarna i länet samt en väldigt stor andel av bland annat Stadsbussarna i Västerås. Samtliga Solarisbussar levererade till Region Västmanland, utom en buss i Västerås stadstrafik (som var eldriven med biogasuppvärmning) är biogasdrivna med Cummins-motorer. Västerås lokaltrafik började köpa in Solaris 2010 och fram till 2018 köpte företaget endast in Solaris Urbino vid nyleverans. Inledningsvis köptes endast regionalbussmodellen Urbino 15LE, men sedan 2013 även Urbino 18 och Urbino 12 för stadstrafiken i Västerås.
I övrigt har Solaris Urbino förekommit i varierad skala i Göteborgsområdet samt i Skåne. Även i norra Sverige, och då i Umeå, Skellefteå och Luleå kommuner har Solaris Urbino förekommit i varierad skala. Solaris Urbino med Iveco-motorer har tidigare förekommit i Stockholms innerstad men bussarna återkallades efter en kortare tid då det varit en del missnöje med bussarna där.
Sedan 2020, då Vy Buss förnyade sitt avtal för Stadsbussarna i Gävle, levererades ett stort antal Solaris Urbino 12 CNG och Urbino 18 CNG i Gävle, under 2022 levererades några helelektriska batteribussar av samma typ som ersatte de sista kvarvarande bussarna från förra avtalet. Till Sandvikens stadsbussflotta beställdes två Solaris Urbino med vätgasdrift med leverans i slutet av 2021. Dessa sattes i trafik våren 2022.

## Bildgalleri

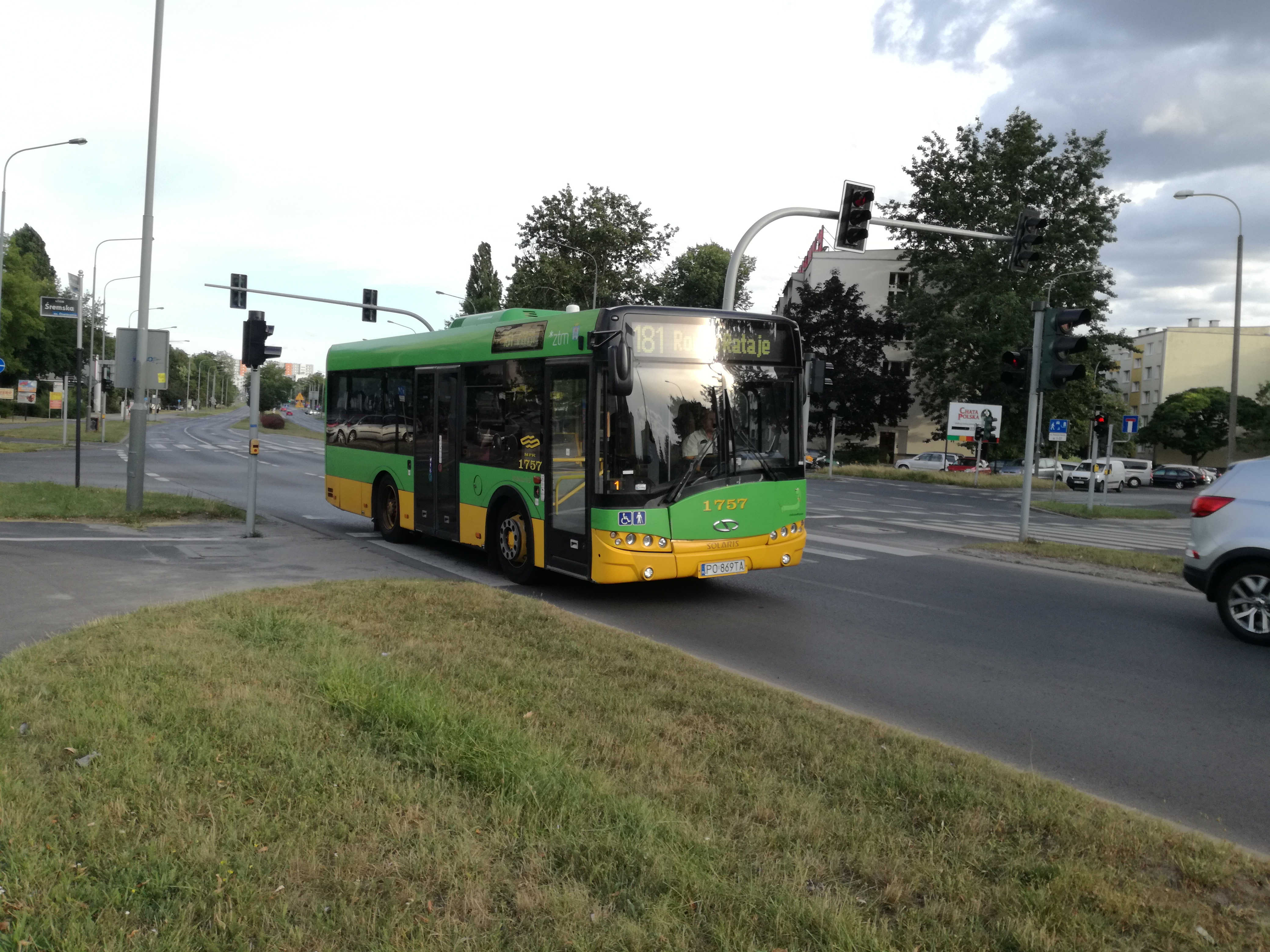
Solaris Urbino-kortbuss av tredje generationen i Poznań.
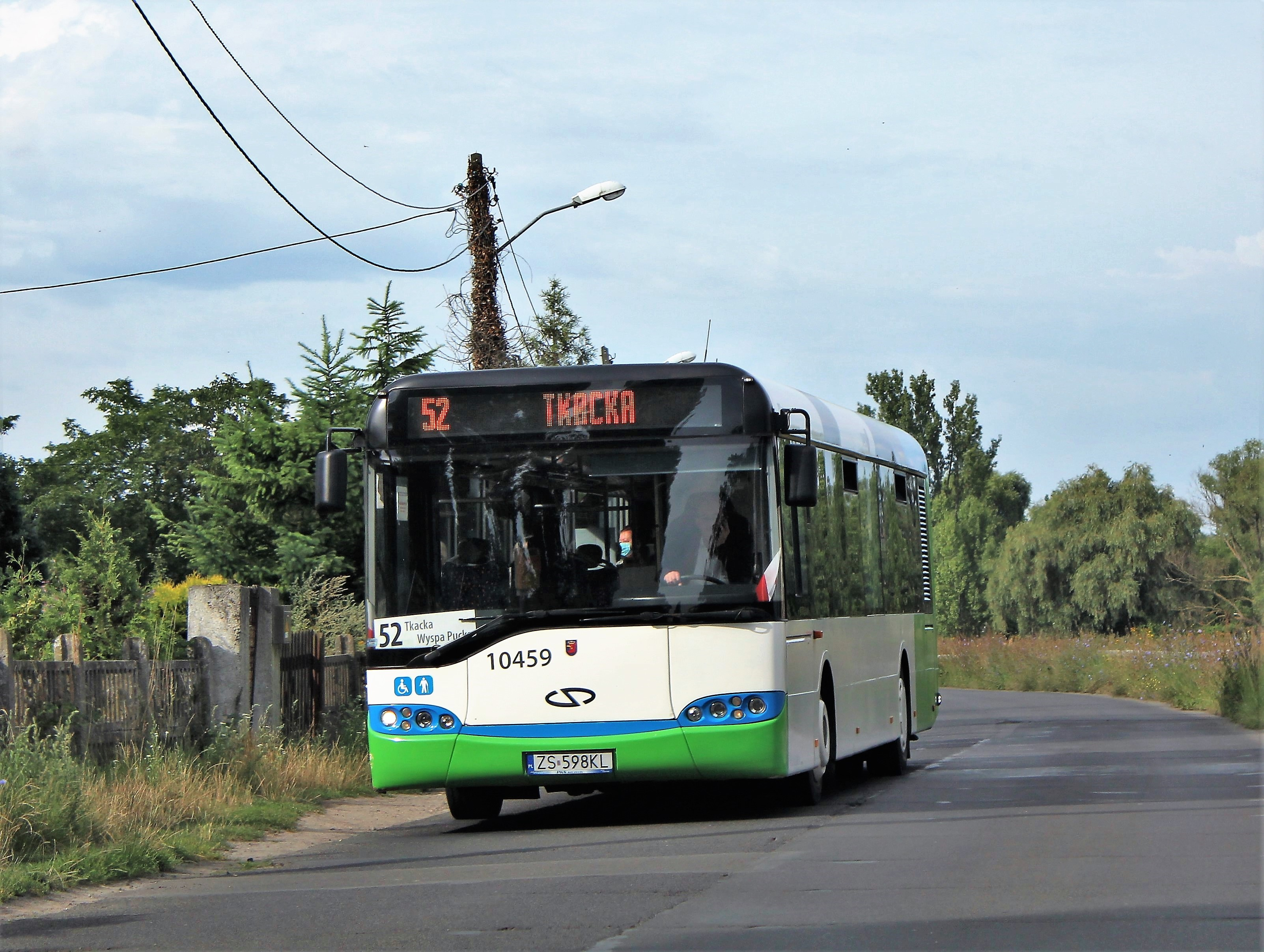
Solaris Urbino 12 av andra generationen i Szczecin.
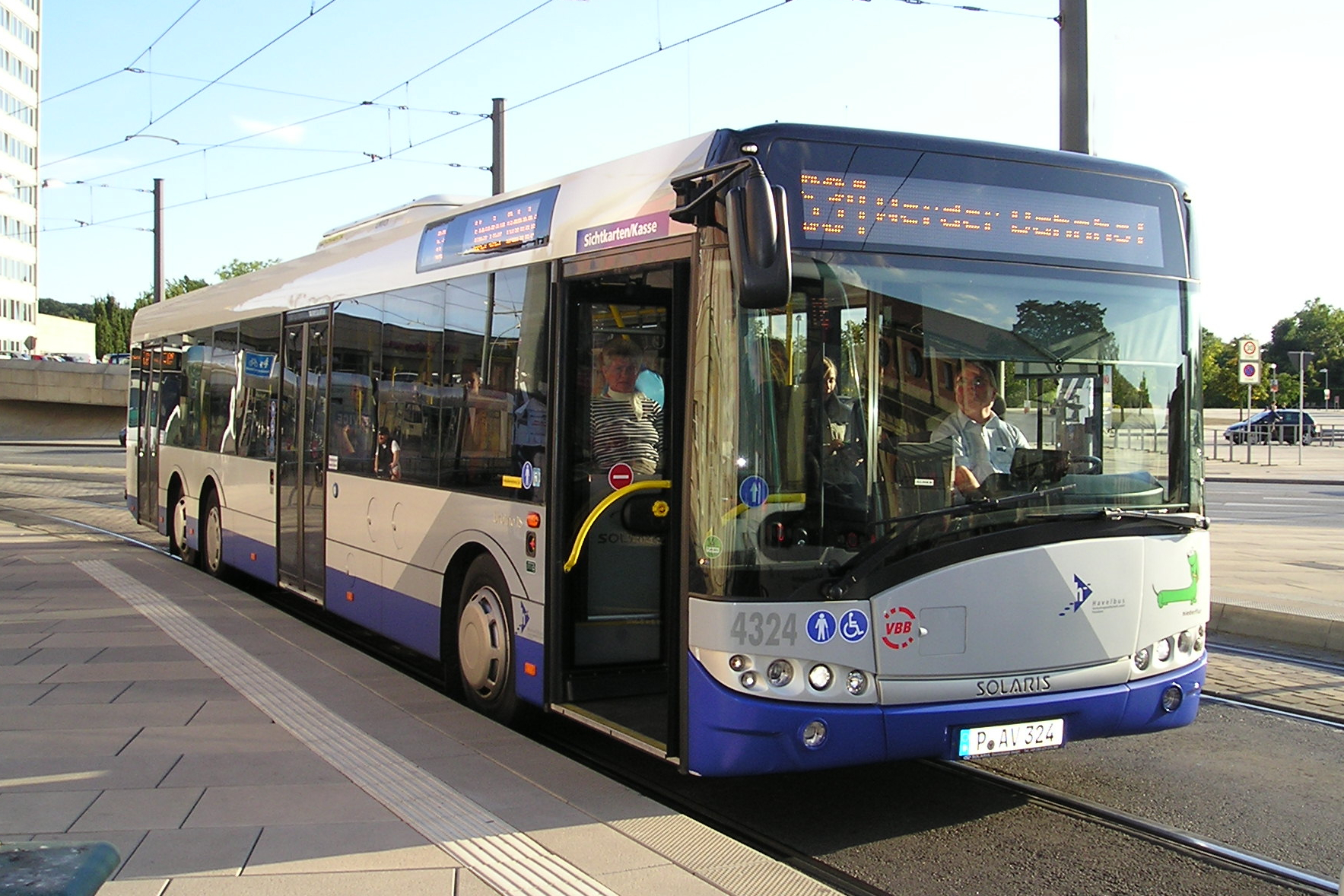
Solaris Urbino-boggibuss av tredje generationen i Potsdam.
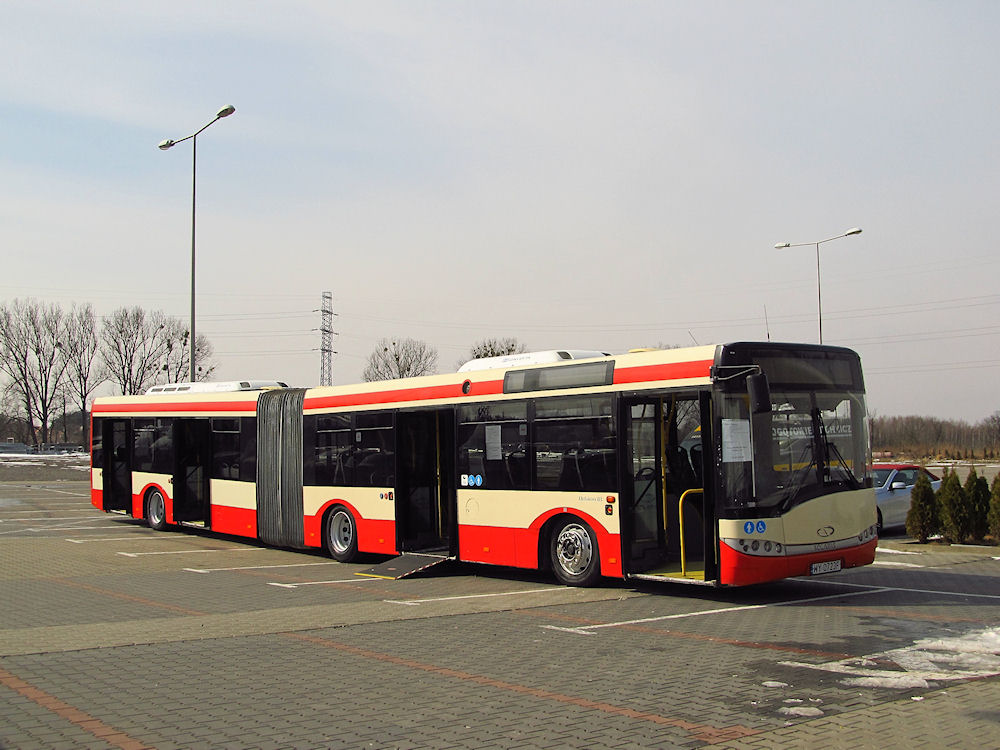
Solaris Urbino-ledbuss av tredje generationen.
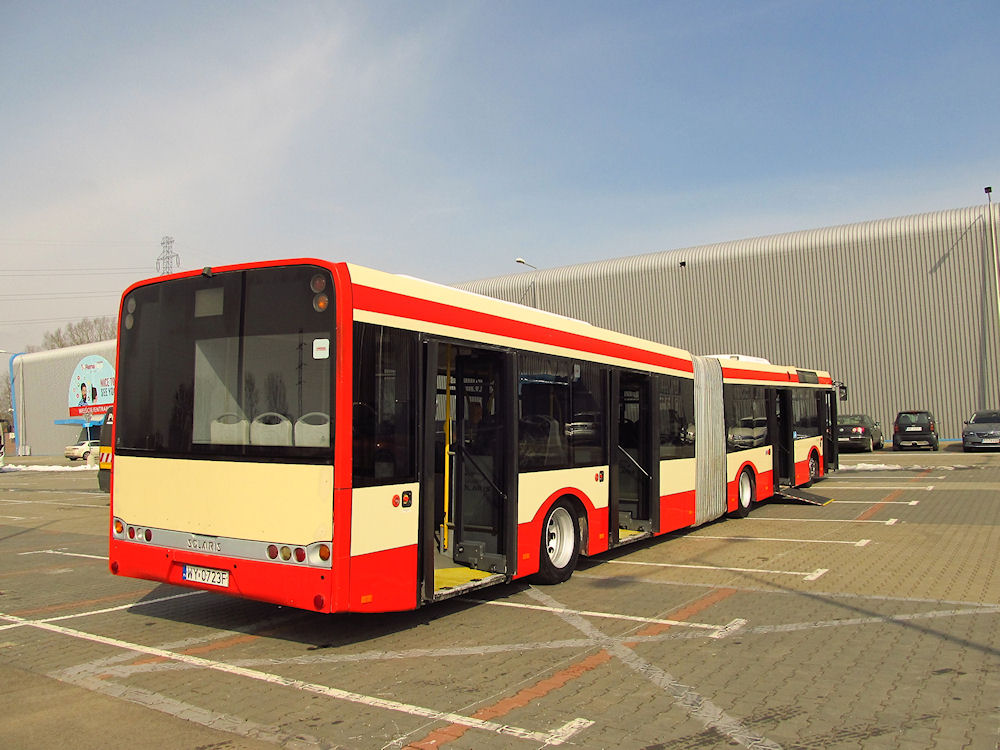
Bakstam på Solaris Urbino-ledbuss av tredje generationen.
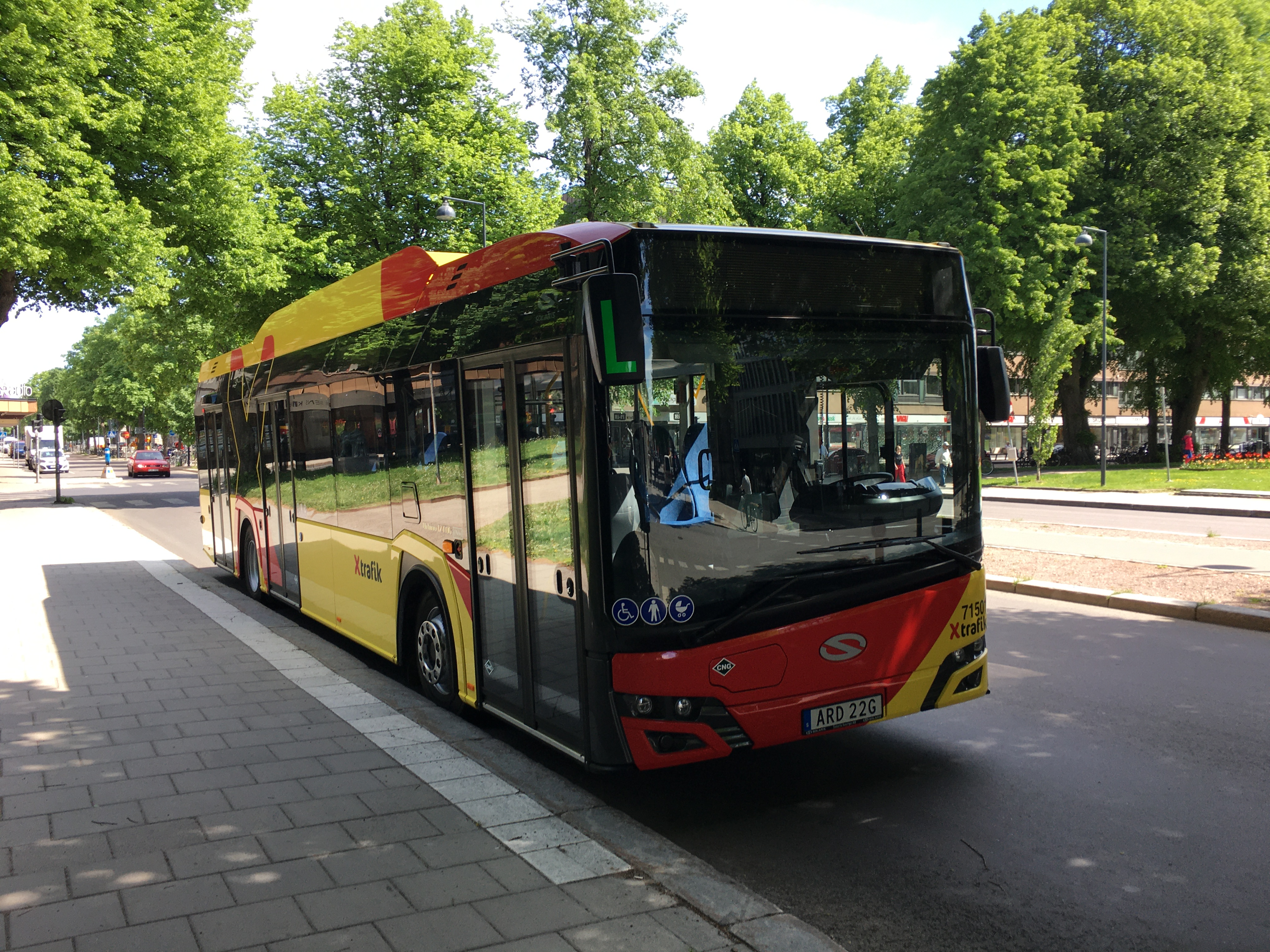
Solaris Urbino gasbuss av fjärde generationen vid rådhustorget i Gävle, 2020.
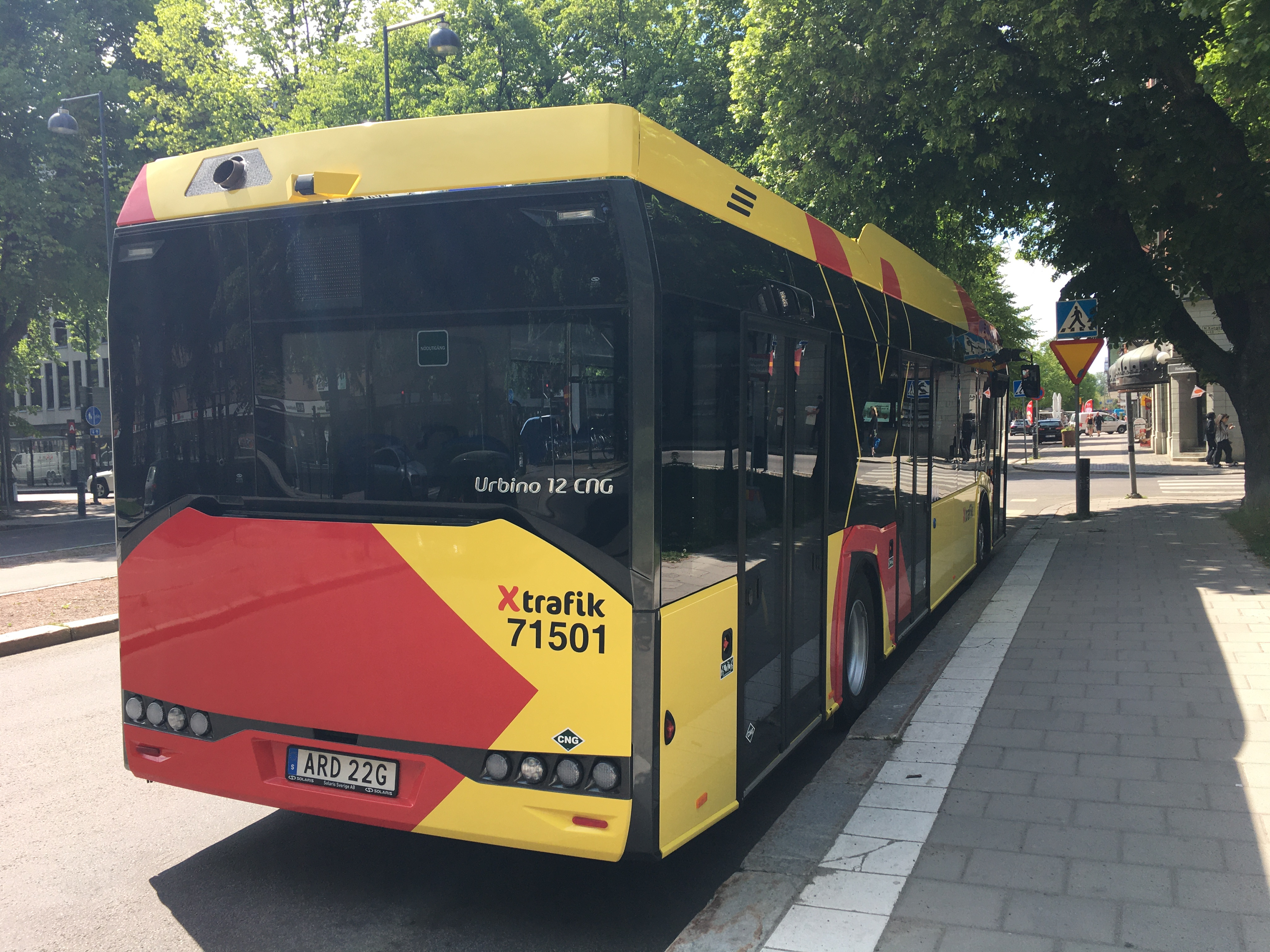
Bakstam av Solaris Urbino gasbuss av fjärde generationen vid rådhustorget i Gävle, 2020.